# Zach Railey
Zachary Scott „Zach“ Railey (* 9. Mai 1984 in Saint Petersburg) ist ein ehemaliger US-amerikanischer Segler.

## Erfolge
Zach Railey nahm an den Olympischen Spielen 2008 in Peking und 2012 in London in der Bootsklasse Finn-Dinghy teil. 2008 belegte er hinter dem die Regatta dominierenden Ben Ainslie den zweiten Rang und sicherte sich mit 45 Gesamtpunkten vor dem Franzosen Guillaume Florent, der 58 Punkte erzielt hatte, die Silbermedaille. Vier Jahre darauf kam Railey nicht über den zwölften Platz hinaus und verpasste damit das abschließende medal race. 2009 wurde er in Vallensbæk im Finn-Dinghy Vizeweltmeister.
Seine Schwester Paige Railey nahm ebenfalls an mehreren olympischen Regatten teil.